# Rosalia Lombardo
Rosalia Lombardo (1918. december 13. – Palermo, 1920. december 6.) olasz kislány, aki spanyolnátha okozta vérzéses tüdőgyulladásban halt meg. A gyermeket édesapja kérésére dr. Alfredo Salafia kémiai injekciózással mesterségesen mumifikálta, amely eljárás pontos leírását a legutóbbi időkig nem ismertük. A kislány holtteste a normálisnál valamivel laposabb, bőrének tónusa kissé eltér a természetestől, ám ezektől eltekintve ma is tökéletes állapotban van. Rosalia egyike a legutolsó holttesteknek, akiket a kapucinus szerzetesek múmiakriptájában helyeztek végső nyugalomra. Kicsiny üvegkoporsója a katakombafolyosók végében egy apró kápolnában, márványemelvényen áll.
A dr. Alfredo Salafia által alkalmazott mumifikálási technológiáról csak majdnem 90 évvel a kislány halála után derültek ki részletek. A kémikus sohasem publikálta a mumifikálással kapcsolatos kísérleteit, de a később megtalált feljegyzések szerint az erekbe injekciózott vegyület formalinból, cinksóból, alkoholból, glicerinből és szalicilsavból állt. Ez, és a test viasszal való feltöltése, illetve a testnyílások viasszal való lezárása óvta meg a kislány testét a bomlástól. Dr. Salafia naplójába annyit jegyzett föl, hogy – amennyiben kísérleteit siker koronázza – a közeljövőben nyilvánosság elé kívánja tárni az általa kidolgozott mumifikáló vegyületet. Néhány nappal Rosalia halála után  a kislány édesapja ugyanebben a betegségben meghalt.